# Partito Comunista Operaio Russo del Partito Comunista dell'Unione Sovietica
Il Partito Comunista Operaio Russo del Partito Comunista dell'Unione Sovietica (in russo Российская коммунистическая рабочая партия в составе Коммунистическая партия Советского Союза?, Rossijskaja kommunističeskaja rabočaja partija v sostave Kommunističeskaja partija Sovetskogo Sojuza) è un partito politico comunista della Federazione Russa.

## Storia

### Origini
È stato fondato il 27 ottobre 2001 con il nome di Partito Comunista Operaio Russo - Partito Rivoluzionario dei Comunisti (in russo Российская коммунистическая рабочая партия - Революционная партия коммунистов?, Rossijskaja kommunističeskaja rabočaja partija - Revoljucionnaja partija kommunistov), a seguito dell'unificazione del Partito Comunista Operaio Russo e del Partito dei Comunisti della Russia, con l'obiettivo di ristabilire il socialismo e l'URSS. 

### Primi anni
Alle elezioni del 1999 per la Duma, il partito ha ottenuto un consenso del 2,2% con 1.481.890 milioni di voti. Nel 2007 è stato privato dello status di partito politico e da allora esiste sotto forma di organizzazione pubblica. Nel 2010 partecipa alla fondazione del Fronte Russo Unito del Lavoro. Tra il 2011 e il 2012 il PCOR-PRC è divenuto sezione repubblicana per la Russia del Partito Comunista dell'Unione Sovietica. Il 22 aprile 2012 il partito è stato rinominato, assumendo la denominazione attuale.
Il PCOR considera il Partito Comunista della Federazione Russa come un partito riformista e revisionista.
Il PCOR ha sostenuto tutte le principali occupazioni e scioperi in Russia. È inoltre legato al sindacato russo «Zashchita».

## Struttura

### Segretario
Il PCOR è guidato da Viktor Tjul'kin (è stato co-presidente con Anatolii Kriuchkov fino alla morte di quest'ultimo nel 2005). 

### Organizzazione giovanile
L'organizzazione giovanile del PCOR si chiama Lega della Gioventù Comunista Rivoluzionaria (bolscevica) ed è una della organizzazioni comuniste giovanili più attive in Russia. La LGCR(b) è guidata da Alexander Batov.

## Iscritti
Nel 2006 dichiarava di avere 55.000 iscritti.

## Stampa
Pubblica il giornale Trudovaja Rossija (Трудовая Россия; «Russia dei lavoratori») e la rivista Sovetskij Sojuz (Советский Союз; «Unione Sovietica»).